# Ferdinand Lassalle
‎
Ferdinand Lassalle, nemški jurist in socialistični politični aktivist, * 11. april 1825, Wrocław, Poljska, † 31. avgust 1864, Carouge pri Ženevi, Švica.

## Življenjepis
Lassalle je bil rojen v premožni judovski družini v Šleziji kot Ferdinand Lassal. Kot študenta ga je zelo zanimala filozofija, še zlasti Heglova filozofija.
Bil je aktiven v revolucijah v letih 1848 in 1849 ter bil zato tudi zaprt. 
Po letu 1862 je postal še bolj aktiven v politiki in čeprav je bil član kroga komunistov, ni bil povsem enakega prepričanja kot Karl Marx ali Friedrich Engels. 1863 je Lassalle ustanovil Allgemeiner Deutscher Arbeiterverein, splošno nemško delavsko združenje, iz česar je leta 1875 izšla nemška socialdemokratska stranka SPD.
Ferdinand Lassalle je padel v dvoboju v Ženevi, kjer je za srce mlade Helene von Dönniges izzval njeno mamo in grofa Von Racowitza. V dvoboju je bil smrtno ranjen in je umrl 31. avgusta 1864.
Veljal je za sijajnega človeka in naj bi bil eden najboljših govorcev 19. stoletja.